# Arthur Kennedy (biskup)
Arthur Leo Kennedy (ur. 9 stycznia 1942 w Bostonie, Massachusetts) – amerykański duchowny katolicki, biskup pomocniczy Bostonu w latach 2010-2017.

## Życiorys
Święcenia kapłańskie otrzymał z rąk bpa Francisa Reh w dniu 17 grudnia 1966. Służył duszpastersko na terenie rodzinnej archidiecezji. Był także m.in. dyrektorem kurialnego wydziału archidiecezji Saint Paul i Minneapolis ds. ekumenizmu oraz rektorem seminarium w Brighton.
30 czerwca 2010 mianowany biskupem pomocniczym Bostonu ze stolicą tytularną Timidana. Sakry udzielił mu kardynał Seán O’Malley OFMCap.
30 czerwca 2017 przeszedł na emeryturę.